# Astronauci (powieść)
Astronauci. Powieść fantastycznonaukowa – powieść Stanisława Lema wydana po raz pierwszy w 1951 r. nakładem wydawnictwa Czytelnik, równolegle drukowana w odcinkach w „Sztandarze Młodych” w latach 1951–1952.
Utwór porusza popularne w literaturze fantastycznonaukowej tematy: zagrożenia ludzkości przez obce cywilizacje, podróże międzyplanetarne, próby kontaktu z „obcymi”. Silnie zabarwiona elementami komunistycznej propagandy i socrealizmu.

## Historia
Podczas pobytu w Zakopanem latem 1950 r. Stanisław Lem spotkał ówczesnego prezesa Spółdzielni Wydawniczej „Czytelnik” – Jerzego Pańskiego. Za jego namową napisał w krótkim czasie powieść Astronauci, która została wydana również bardzo szybko, bo już w następnym roku.

## Fabuła
Akcja powieści dzieje się w przyszłości – na początku XXI wieku. Drugi rozdział dotyczący głównego wątku zaczyna się w 2003 roku. „Po upadku ostatniego państwa kapitalistycznego” ludzkość pozbywszy się problemu wojen, głodu i ubóstwa, zaczyna zmieniać środowisko naturalne na wielką skalę (nawodnienie Sahary, elektrownie w cieśninie gibraltarskiej, rozpoczęcie budowy sztucznych słońc topiących czapy lodowe na biegunach – wątki te przypominają niezrealizowane wielkie projekty b. ZSRR takie jak „Pieriebrostka” – zmiana biegu rzek azjatyckich). Podczas prac na Syberii przygotowujących budowę struktur mających utrzymywać w powietrzu sztuczne słońca, odnaleziony zostaje pojemnik pochodzenia pozaziemskiego wypełniony zwojami namagnesowanego niegdyś drutu. Naukowcy badający obiekt odgadują, że drut ów był nośnikiem informacji i przy pomocy lampowych komputerów odczytują zawartą w niej treść. Okazuje się, że pojemnik został wystrzelony w celu uchronienia go przed zniszczeniem z bezzałogowego statku, wysłanego przez cywilizację z Wenus. Statek ten wskutek awarii napędu jądrowego uległ katastrofie nad syberyjską tajgą, opisywanej później jako katastrofa tunguska (pisarz wplata tu swój wątek fantastyczny w tło wydarzeń autentycznych). Jedna z zapisanych na zwojach sekwencji zostaje zinterpretowana jako plan inwazji na Ziemię poprzedzonej całkowitym zniszczeniem tutejszego życia. W celu zbadania aktualności groźby w podróż kosmiczną na Wenus zostaje wysłany, przeznaczony pierwotnie do lotu na Marsa, statek kosmiczny „Kosmokrator”.
Osiągnąwszy Wenus, tytułowi astronauci stwierdzają warunki całkowicie uniemożliwiające istnienie życia w ziemskiej postaci. Metodycznie badając otoczenie miejsca lądowania, odkrywają gigantyczne struktury pozostawione przez wysoce zaawansowaną cywilizację. Nigdzie jednak nie napotykają jej twórców; znalezione przez głównego bohatera, pilota zwiadowczego rakietoplanu metalowe mrówki okazują się tylko nośnikiem informacji, natomiast podziemna rzeka naładowanej elektrycznie plazmy – źródłem energii dla gigantycznych urządzeń. Znając podstawy magnetycznego kodu używanego przez mieszkańców Wenus, astronauci odczytują treści zapisane w pamięci zebranych „mrówek” i dowiadują się o losach mieszkańców planety.
Wenus okazuje się planetą wymarłą. Tamtejsza cywilizacja, podzielona na zwalczające się odłamy i rasy, doprowadziła do własnej zagłady. Statek, który eksplodował nad Syberią został wysłany w ostatniej fazie wojny przez ugrupowanie, które uzyskało militarną przewagę i miało nadzieję na ostateczny triumf. W geście rozpaczy jedna z pokonanych stron użyła jednak przygotowanych przeciw Ziemi generatorów promieniowania, unicestwiając i siebie, i niedoszłych zwycięzców.

### Bohaterowie
- Robert Smith – ze Związku Radzieckiego (choć jest Murzynem pochodzenia amerykańskiego), jest pilotem, a wcześniej zajmował się także wspinaczką górską (brał udział w wyprawie na Kanczendzongę). Narrator głównej części powieści.
- prof. Piotr Arseniew – Rosjanin, z wykształcenia astrofizyk i astronom. Naukowy kierownik wyprawy.
- prof. Czandrasekar – z Indii. Jest matematykiem i twórcą pokładowej maszyny matematycznej Maraxa.
- prof. Lao Czu – Chińczyk, fizyk. Podobnie jak Arseniew i Czandrasekar, czołowy członek Komisji Tłumaczy.
- inż. Sołtyk – z Polski. Nigdy nie pada jego imię, a narodowości domyślić się można z jego rozmowy, w której mówi, że Warszawa to jego miasto rodzinne. Dowódca załogi, pierwszy nawigator.
- dr Henryk Rainer – pochodzi z Niemiec, jest chemikiem.
- Jan Oswaticz – z nieznanego kraju, choć sądząc po jego nazwisku, pochodzi z Serbii lub Chorwacji. Jest prawdopodobnie drugim nawigatorem.
- Tarland – z nieznanego kraju. O nim wiadomo najmniej. W książce wspomniany jest tylko kilka razy, nigdy nie pada również jego imię. Jest biologiem.

Autor używa tu neologizmów, opisując świat przyszłości, jak: meteorytyka, prediktor, pociągi stratosferyczne, wóz międzyplanetarny.

## Odbiór
Antoni Smuszkiewicz i Stanisław Frycie uważają datę wydania Astronautów za umowny początek najnowszego okresu w dziejach polskiej fantastyki naukowej. Smuszkiewicz pisze, że powieść doczekała się tyle różnych „recenzji, omówień i polemik” jak żaden inny z polskich utworów fantastycznonaukowy, choć przyjęto ją „dość chłodno i ostrożnie”. Frycie również podaje, że książce towarzyszyło powszechne zainteresowanie, o czym świadczy duża liczba recenzji, które zebrała powieść (do połowy lat 70. żaden inny utwór fantastyczny nie miał nawet połowy takiej liczby recenzji). Przytacza opinie proroczo przewidujące „narodziny nowego talentu pisarskiego”. Podobnie Andrzej Stoff określa ją „książką niezwykłą”, wyróżniającą się na tle socrealistycznej literatury swoich czasów. Poza haraczem złożonym obowiązującej doktrynie miała niezaprzeczalne wartości literackie: „polot wyobraźni, żywa przygoda, zaspokojenie potrzeby niezwykłości”. Krytyk podkreśla, że powieść była unikatem na tle historii polskiej literatury.
Tuż po ukazaniu się, krytykując książkę z pozycji marksistowskich zarzucano jej „skrzywienia sylwetek bohaterów komunizmu” (Zofia Woźnicka) i brak głębi postaci, ale doceniano pokazanie wartości humanistycznych, pisząc, że jest „książką na cześć człowieka” (Andrzej Kijowski) i że to „książka o ludzkich sprawach, mimo że dzieje się wśród gwiazd” (Leszek Herdegen). Od strony formalnej zarzucano młodemu autorowi błędy w kompozycji i braki w kreacji bohaterów (ludzie są szablonowi, są „dodatkiem do maszyn”), które tłumaczono brakiem wyrobienia pisarskiego. Zarzucano także wysuwanie na pierwszy plan rzeczy mniej istotnych, stanowiących tło powieści, przez co główne przesłanie (katastrofa cywilizacji wenusjańskiej i alternatywa dla Ziemi) zostaje przesłonięte.
Smuszkiewicz ocenia, że utwór wyraża ideowe tendencje literatury lat 50. (zwycięstwo człowieka nad przyrodą, zapanowanie idealnego ustroju), ale jest także alegorią ostrzegającą przed apokalipsą atomową. Podobnie ocenia powieść Frycie, pisząc, że jest to typowy utwór fantastyki naukowej pierwszych lat powojennych: „optymistyczna, choć nie pozbawiona katastrofizmu, opowieść o mocno zaakcentowanym wątku technologicznym”. Źródeł katastrofizmu powieści krytyk upatruje w powojennej „psychozie atomowej”, a los Wenusjan ma być przestrogą dla ludzkości.
Ryszard Handke z kolei konstatuje, że – podobnie jak w Obłoku Magellana – razi w niej „prymitywizm tendencji ideologicznych”, „zbanalizowany arsenał chwytów i środków artystycznych” oraz „naiwnie staroświeckie pomysły techniczne”.
Ogólna ocena powieści z perspektywy lat jest nie najlepsza, Stanisław Frycie ocenia, że powieść nie przetrwała próby czasu: tematyka jest „banalna”, podobnie jak problem ideowy, sporo zarzucić można także „kreacji bohaterów”. Andrzej Niewiadowski porównuje wręcz niektóre zabiegi formalne do utworów Juliusza Vernego sprzed kilkudziesięciu lat – łączenie fabuły z wykładami z różnych dziedzin wiedzy: „długie, nużące wykłady w kabinie «Kosmokratora»”. Za to na pochwałę zasługuje warstwa stylistyczno-językowa: autor plastycznie „odmalował” krajobrazy obcej planety, odwołując się do znanych zjawisk ziemskich.
Sam autor wyznał, że spośród utworów swojego autorstwa stawia powieść na najniższym poziomie, razem z Obłokiem Magellana i tomem Sezam i inne opowiadania. W rozmowie ze Stanisławem Beresiem powiedział, że książka wywołuje u niego niesmak, określił ją także  jako naiwność i dziecinadę: „jakież to wszystko gładkie, wyważone w proporcjach”. Niemniej nie potępia siebie z tamtego okresu: „Kiedy pisałem tę książkę, byłem jeszcze bardzo młodym człowiekiem i przypominałem chyba trochę gąbkę wsysającą podsuwane postulaty. Nic innego tam nie robiłem, tylko upozytywniałem świat. W pewnym sensie samego siebie nabrałem, bo przecież pisałem tę książkę z jak najzacniejszych pozycji”.

## Ekranizacje
W 1960 r. powstał na podstawie Astronautów, przy współpracy wytwórni filmowych z Polski i NRD, film pod tytułem Milcząca gwiazda (Der Schweigende Stern). Reżyserem był Kurt Maetzig. Film (po głębokich ingerencjach zmieniających wydźwięk ideologiczny) był wyświetlany także w USA jako Planet of Death. 
W 1977 roku (emisja 18.11.-05.12.)  przez Teatr Polskiego Radia  zostało przygotowane 8-odcinkowe słuchowisko "Astronauci" w reżyserii Marka Kuleszy.

## Upamiętnienie
23 listopada 2011 r., z okazji 60. rocznicy wydania Astronautów, wyszukiwarka Google przygotowała specjalnego doodle’a z animacją i mini grą opartą na motywach z Cyberiady, a inspirowaną ilustracjami Daniela Mroza do dzieł Lema.